# Mordkommissionen
Mordkommissionen (danska: Rejseholdet) är en dansk TV-serie som sändes på DR mellan åren 2000 och 2004 i 32 delar. Serien har även visats i Sverige på TV4. Mordkommissionen blev den första danska TV-serien att vinna en Emmy 2002. Den skrevs av Mai Brostrøm och Peter Thorsboe som den första delen i deras kriminaltrilogi och följdes av Örnen (2004–2006) och Livvakterna (2009–2010).

## Seriens grundidé
Mordkommissionen följer en grupp poliser på danska Rigspolitichefens Rejseafdeling vars uppdrag består i att assistera den lokala polisen runt om i Danmark vid särskilt svåra fall. Många av fallen bygger på verkliga kriminalfall . Alla de "inspirerande" fallen är dock inte danska. Ett av avsnitten bygger uppenbart på Åmselemorden 1988, och ett annat är en variation på Patricia Highsmiths "Främlingar på tåg", filmad av Alfred Hitchcock. Parallellt med fallen rullas deras vardagsliv upp.
Chef för rejseholdet ("den mobila gruppen") är Ingrid Dahl, den första kvinnliga chefen, efter att den tidigare chefen blivit mördad. På grund av sitt kön möter hon motstånd från sin närmaste överordnade, Ulf, och från sina underordnade Gaby, Fischer och La Cour. Efter att ha löst mordet på den tidigare chefen får hon mer respekt av sina kollegor. Då dör hennes man och hon blir ensamstående mamma.
Ulf har dessutom ett förhållande med IP:s fru. Gaby och det tidigare fotbollsproffset Johnny (som numera kör Mordkommissionens lastbil) blir ihop. Fischer har svårigheter med sin ilska vilket leder till gräl med hans fru, medan La Cour visar sig bli misstänkt för mord.

## Rollista i urval
- Charlotte Fich – Ingrid Dahl, chef för den mobila gruppen
- Mads Mikkelsen – Allan Fischer, kriminalpolis
- Lars Brygmann – Thomas La Cour, kriminaltekniker
- Waage Sandø – Jens Peter (IP) Jørgensen, förhörsexpert
- Trine Pallesen – Gabriella (Gaby) Andreasen, sekreterare
- Erik Wedersøe – Ulf Thomsen, chef för Mordkommissionen
- Lars Bom – Johnny Olsen, chaufför
- Michael Falch – Jan Boysen, rättsläkare
- Sebastian Ottensten – Tobias, Ingrids tonårige son
- Niels Olsen – Søren, Ingrids man
- Ghita Nørby – Bibi, Ingrids mor
- Lisbet Lundquist – Kirsten Jørgensen
- Lykke Sand Michelsen – Gry
- Jens Jørn Spottag som Jørgen
- Peter Steen som Søndergaard
- Kristian Halken – Niels
- Karen-Lise Mynster – Irene
- Dick Kaysø – Mattis, polismästare
- Tammi Øst – Martins mor
- Jesper Lohmann – Sørensen, polismästare i Kalundborg
- Nikolaj Lie Kaas – Eik Nielsen, kriminell
- Puk Scharbau – Katrine
- Nicolas Bro – Otto Lykke Larsen
- Steen Stig Lommer – Henning
- Stig Rossen – Hermand, polismästare
- Lars Mikkelsen – Ivan Andersen Jensen, kriminell med förmåga att hypnotisera
- Thure Lindhardt – Kaare, kriminell
- Peter Mygind – Bagger, polismästare
- Stine Stengade – Miriam Plezner
- Allan Olsen – Finn Møller
- Flemming Enevold – Bertram Bech Lorentzen
- Susanne Storm som Helene, psykolog
- Henning Jensen – Palsby
- Klaus Bondam – Hagested, justitieminister
- Bent Mejding – Clemmensen
- Henrik Koefoed – Hansen
- Benedikte Hansen – Trine Dalgaard, journalist

## Mottagande
TV-serien blev en stor tittarsuccé i sitt hemland Danmark. Den har även visats i Sverige (TV4). Serien har senare givits ut på DVD.

## Priser och utmärkelser
Den mottog 2002 en Emmy som bästa utländska tv-drama i USA för avsnitt 20 och 25. I engelsktalande länder sändes serien under namnet Unit One eller Unit 1.